# Magdalena Kizerwetter-Świda
Magdalena Kizerwetter-Świda – polska doktor habilitowany nauk rolniczych, adiunkt w Szkole Głównej Gospodarstwa Wiejskiego w Warszawie, specjalistka od mikrobiologii weterynaryjnej.

## Kariera naukowa
W 2005 roku na Wydziale Medycyny Weterynaryjnej Szkoły Głównej Gospodarstwa Wiejskiego w Warszawie uzyskała stopień doktora nauk weterynaryjnych na podstawie rozprawy pt. Zakażenia bakteryjne przewodu pokarmowego u piskląt kurzych w okresie okołolęgowym oraz zastosowanie w celach ochronnych pałeczek Lactobacillus wytwarzających bakteriocyny, której promotorem był Marian Binek. W tym samym roku została zatrudniona na tejże uczelni, a w 2019 roku uzyskała na jej Wydziale Medycyny Weterynaryjnej stopień doktora habilitowanego nauk rolniczych w dyscyplinie weterynarii na podstawie pracy pt. Lekooporność oraz różnicowanie molekularne gronkowców koagulazo-dodatnich izolowanych od zwierząt.